# 阿迪爾·奧奇切
阿迪爾·奧奇切（法語：Adil Aouchiche，法語發音：[adil auʃiʃ]，2002年7月15日—），是一名法國足球員，司職中場。现效力於蘇超球隊阿伯丁 （新特蘭外借）。

## 球會生涯

### 巴黎聖日耳曼
2020年5月29日，奧奇切與聖埃蒂安進行了一次健康檢查，之後有可能免費轉會至俱樂部。

### 聖埃蒂安
2020年7月20日，奧奇切與聖埃蒂安簽訂了為期三個賽季的首份職業合約。
2020年9月20日，奧奇切在對上南特的比賽踢進了自己在聖埃蒂安的第一個進球，並以18岁67天的年紀成为21世纪代表圣埃蒂安在法甲破门的第二年轻球员。

## 國家隊生涯
奧奇切生於法國，具有阿爾及利亞血統。奧奇切是目前的法國青年隊員。

## 榮譽

### 球會
巴黎聖日耳曼
- 法國足球甲級聯賽冠軍：2019–20賽季
- 法國盃冠軍：2019–20賽季

### 國家隊
法國U17
- 國際足協U-17世界盃季軍：2019年

### 個人
- 國際足協U-17世界盃銀球獎：2019年

## 外部連結
- Soccerway資料庫：阿迪爾·奧奇切